# La Chapelle-de-Guinchay
Pour les articles homonymes, voir La Chapelle.
La Chapelle-de-Guinchay est une commune française située dans le département de Saône-et-Loire, en région Bourgogne-Franche-Comté.

## Géographie
La Chapelle-de-Guinchay fait partie du Beaujolais. La commune s'étire des berges de la Saône jusqu'à la limite avec le département du Rhône, et est traversée par la Mauvaise.

### Villages, hameaux, lieux-dits et écarts
Le Bel-Avenir, Belleverne, Beauchamp, les Blémonts, les Boccards, les Bois de Loyse, le Bourg, les Broyers, les Bruyères, les Burriers, la Combe-Daroux, les Darroux, les Desroches, les Deschamps, les Gandelins, la Gare, les Jean-Loron, les Journets, Loize, Massonay, les Paquelets, Pontanevaux, le port Jean-Gras, les Potets.

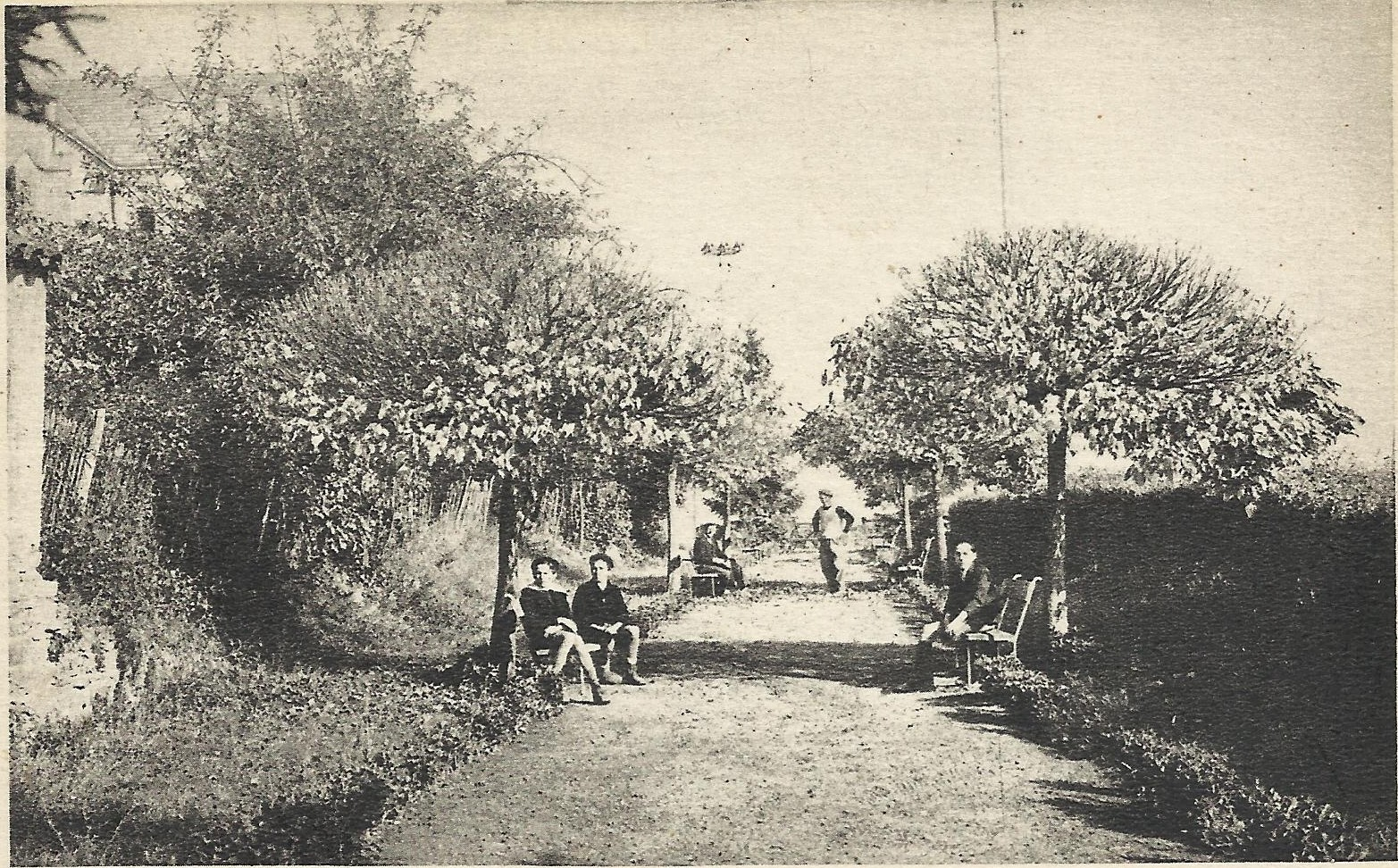
Le Chemin Jardin.

### Accès et transports

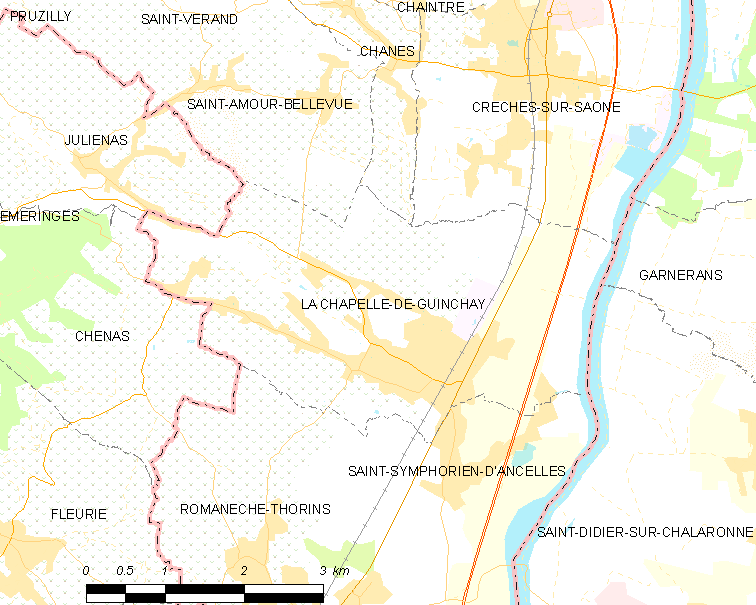

La gare de Pontanevaux est desservie par la SNCF.

### Géologie et relief
Des  gisements de manganèse (la  Romanèchite), ont été exploités dans le passé.

### Hydrographie
La commune est traversée par la Mauvaise, un cours d’eau de 18 kilomètres qui nait dans le cirque de Vauxrenard et se jette dans la Saône en amont de Saint-Romain-des-îles. Ses crues étaient impressionnantes, de type torrentiel, avant la régularisation de son cours. Elle reçoit sur sa rive gauche le ruisseau de Changis, issu de la Font-Martin, et le ruisseau de Jullié, qui nait de la fontaine de Rolland.

### Climat
Pour des articles plus généraux, voir Climat de la Bourgogne-Franche-Comté et Climat de Saône-et-Loire.
En 2010, le climat de la commune est de type climat océanique dégradé des plaines du Centre et du Nord, selon une étude du Centre national de la recherche scientifique s'appuyant sur une série de données couvrant la période 1971-2000. En 2020, Météo-France publie une typologie des climats de la France métropolitaine dans laquelle la commune est dans une zone de transition entre le climat semi-continental et le climat de montagne et est dans la région climatique Bourgogne, vallée de la Saône, caractérisée par un bon ensoleillement (1 900 h/an), un été chaud (18,5 °C), un air sec au printemps et en été et des vents faibles.
Pour la période 1971-2000, la température annuelle moyenne est de 12 °C, avec une amplitude thermique annuelle de 18,2 °C. Le cumul annuel moyen de précipitations est de 816 mm, avec 10,1 jours de précipitations en janvier et 7 jours en juillet. Pour la période 1991-2020, la température moyenne annuelle observée sur la station météorologique de Météo-France la plus proche, « Vauxrenard », sur la commune de Vauxrenard à 9 km à vol d'oiseau, est de 9,8 °C et le cumul annuel moyen de précipitations est de 1 003,5 mm. 
La température maximale relevée sur cette station est de 34,8 °C, atteinte le 24 juillet 2019 ; la température minimale est de −15,4 °C, atteinte le 7 février 2012,,.
Les paramètres climatiques de la commune ont été estimés pour le milieu du siècle (2041-2070) selon différents scénarios d'émission de gaz à effet de serre à partir des nouvelles projections climatiques de référence DRIAS-2020. Ils sont consultables sur un site dédié publié par Météo-France en novembre 2022.

## Urbanisme

### Typologie
Au 1er janvier 2024, La Chapelle-de-Guinchay est catégorisée bourg rural, selon la nouvelle grille communale de densité à sept niveaux définie par l'Insee en 2022.
Elle appartient à l'unité urbaine de Mâcon, une agglomération inter-régionale regroupant 16  communes, dont elle est une commune de la banlieue,,. Par ailleurs la commune fait partie de l'aire d'attraction de Mâcon, dont elle est une commune de la couronne,. Cette aire, qui regroupe 105 communes, est catégorisée dans les aires de 50 000 à moins de 200 000 habitants,.

### Occupation des sols
L'occupation des sols de la commune, telle qu'elle ressort de la base de données européenne d’occupation biophysique des sols Corine Land Cover (CLC), est marquée par l'importance des territoires agricoles (72,4 % en 2018), en diminution par rapport à 1990 (81 %). La répartition détaillée en 2018 est la suivante : cultures permanentes (32,7 %), prairies (23,6 %), zones urbanisées (23 %), terres arables (9,1 %), zones agricoles hétérogènes (7 %), eaux continentales (2,6 %), espaces verts artificialisés, non agricoles (2 %). L'évolution de l’occupation des sols de la commune et de ses infrastructures peut être observée sur les différentes représentations cartographiques du territoire : la carte de Cassini (XVIIIe siècle), la carte d'état-major (1820-1866) et les cartes ou photos aériennes de l'IGN pour la période actuelle (1950 à aujourd'hui).

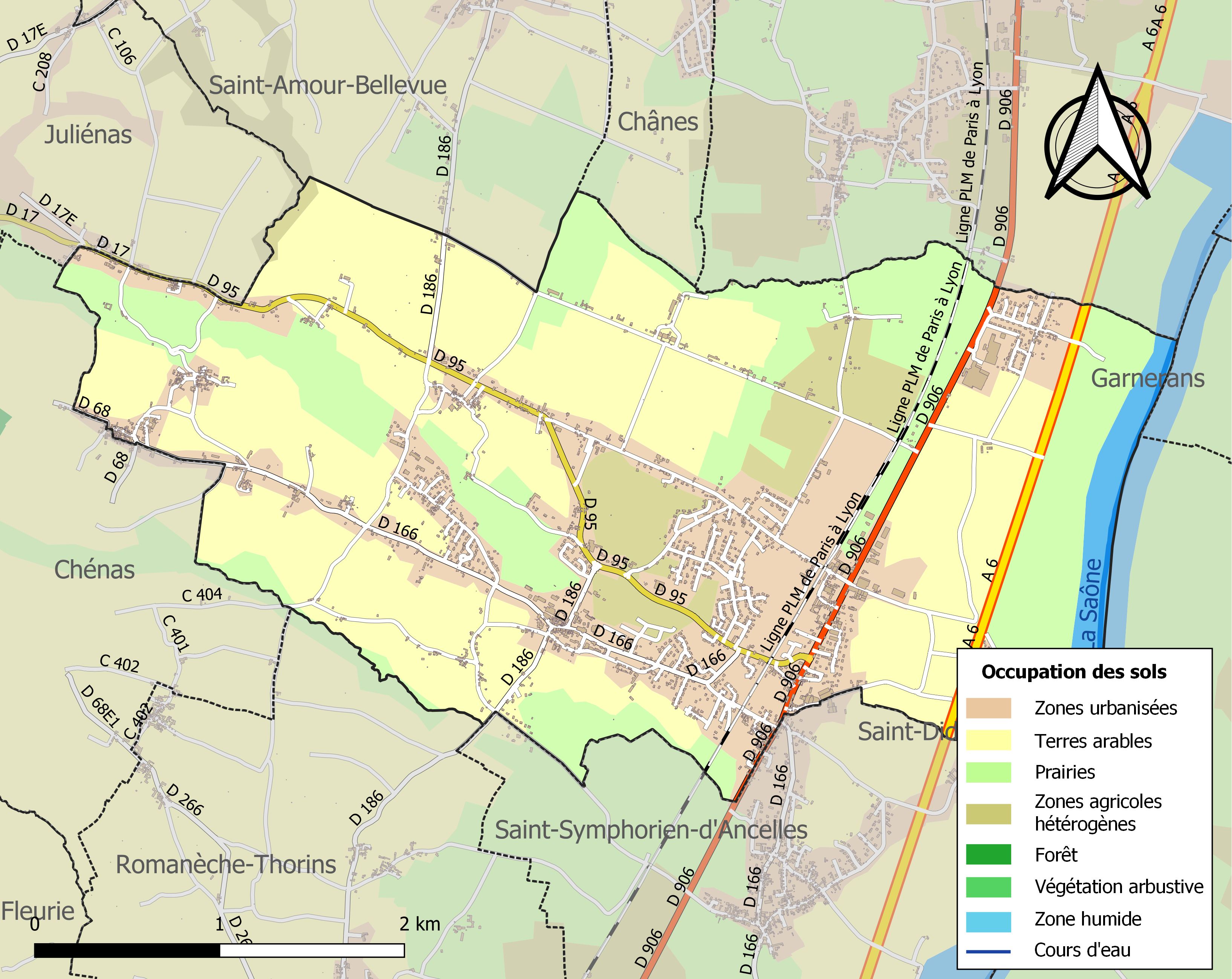
Carte des infrastructures et de l'occupation des sols de la commune en 2018 (CLC).

## Histoire
Selon l'historique, un seigneur romain du nom de Quintus créa une petite exploitation agricole cultivée par des colons. L'exploitation prit le nom de son propriétaire et la Villa Quintus (ou Quintio) devint par suite d'altérations Quincheys et Quinchay. Plus tard, une chapelle fut élevée : la chapelle Sainte-Marie de Quinchay ; et au fil du temps, cela devint La Chapelle-de-Guinchay.

### Préhistoire
La découverte de grattoirs est mentionnée aux hameaux des Journets, aux Maisons–Rouges, et dans le lit de la Mauvaise.

### Époque gallo–romaine
De nombreux restes gallo-romains au niveau du Bois de Loise, plusieurs statuettes de bronze (certaines sont visibles au musée de Saint-Germain-en-Laye). À la limite de Romanèche, au lieu-dit les Quériats : des poteries, des briques, des tuiles, une roue de meule, etc. Aux Perrières et aux Millettes, on trouve les traces d’un camp romain.[réf. nécessaire]
Un dépotoir de poterie trouvé à Pontanevaux atteste l'existence d'un atelier de potier/s dans la première moitié du Ier siècle, producteur de céramique de cuisine cuite en mode B, ou céramique commune gris sombre.

### Moyen Âge
Plusieurs  seigneuries sont signalées : les Nuguets, les Paquelet, etc. la plus importante étant celle de Loize, baronnie (avec château et droits de justice), dont la propriété passera en 1662 des seigneurs aux chartreux qui en font l’acquisition.
Les religieux de la chartreuse de Lyon possédaient à Loyse, une propriété dont les revenus sont évalués à 10 000 francs de 1895. Une note des chartreux consigne les désastres dus aux rigueurs des saisons : le grand hiver de 1709 a fait perdre plus de cent cinquante ânées de vin de Loyse de 1708 gelé dans les celliers. Toutes les récoltes en blé et en vin de Loyse et de Poletins, comme aussi celles du clos de Lyon, ont été perdues. En 1713, la grêle emporta la moitié de la récolte des blés de Poletins et toute celle du vin de Loyse. En 1714, une maladie contagieuse, à Poletins et à Loyse, fait périr quarante-deux bœufs de labour et soixante-dix taureaux, vaches ou génisses. Aussi voyons-nous bien souvent les Pères chartreux réclamer ou une diminution de taxe ou certaines franchises, ce qui leur était presque toujours accordé.

### Les guerres de Religion
Il semble que la région ait été plutôt protestante. Le seigneur de Loize, Jean de Lugny est l'organisateur d'opérations guerrières contre Mâcon avec les seigneurs de Chasselas ou de Berzè. Il organise des prêches. Le vicaire de La Chapelle se convertit au calvinisme.

### La Révolution et l'Empire
Après les « brigandages » de 1789, selon Perraud, c'est-à-dire le sac de Loize et de différentes demeures peu d'événements notables en dehors de problèmes liés aux réfractaires à la conscription qui semblent avoir été nombreux. En 1814, les Autrichiens cantonnent à Pontanevaux.

### Santé
Les chartreux de Lyon établis au bois de Loize tenaient une pharmacie pour soigner les habitants jusqu'à la Révolution. En 1876, une religieuse du Saint Sacrement d'Autun crée l'asile Ferret qui porte son nom. De nos jours, la maison de retraite du Bocage a pris la suite de l'asile Ferret.

### Histoire moderne
Durant la Seconde Guerre mondiale, des habitants du hameau des Journets furent déportés et moururent en Allemagne. Une stèle fut érigée en leur mémoire.

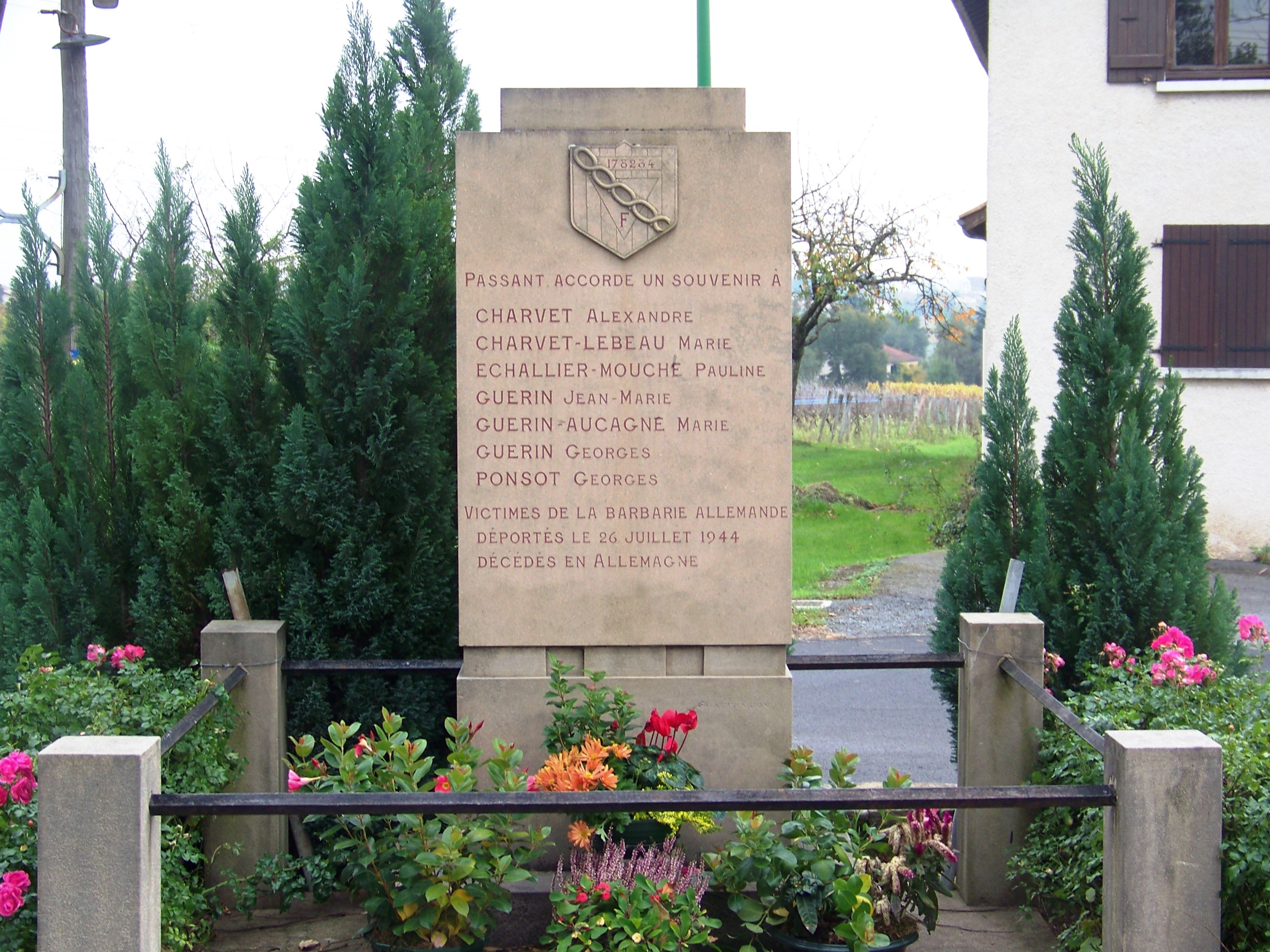
Stèle en mémoire des déportés du hameau des Journets, commune de La Chapelle-de-Guinchay (Saône-et-Loire).

## Politique et administration

### Administration municipale
La Chapelle-de-Guinchay dépend de la préfecture de Saône-et-Loire à Mâcon. Le conseil municipal est composé de 27 membres conformément à l’article L2121-2 du Code général des collectivités territoriales. À l'issue des élections municipales de 2020, Hervé Carreau a été élu maire de la commune.

### Liste des maires
| Période                                  | Période                   | Identité                 | Étiquette | Qualité |
| ---------------------------------------- | ------------------------- | ------------------------ | --------- | --- |
| mars 1989                                | juin 1995                 | Marcel Gros              | UDF-PR    | Conseiller général du canton de La Chapelle-de-Guinchay (1982 → 1994) |
| juin 1995                                | mars 2001                 | Paul Lespinasse          |           | Retraité de la fonction publique. Élu maire en 1995 après avoir effectué un mandat comme premier adjoint, puis maire honoraire. Chevalier de l'ordre national du Mérite en 1994. |
| mars 2001                                | mars 2008                 | Georges Bourdin          | DVG       | Professeur de collège |
| mars 2008                                | mai 2020                  | Jean-François Guéritaine | DVD       | Ancien directeur d'école |
| mai 2020                                 | En cours (au 26 mai 2020) | Hervé Carreau            | DVD       | Directeur d'entreprise du bâtiment 8e vice-président de Mâconnais Beaujolais Agglomération (2020 → )                                                                             |
| Les données manquantes sont à compléter. |                           |                          |           | |

### Canton et intercommunalité
Cette commune est le chef-lieu du canton de Chapelle-de-Guinchay, comptant 10 505 habitants en 1999. En intercommunalité, ce village fait partie de la communauté de communes du Mâconnais Beaujolais. Jean-François Cognard et Dominique Piard sont conseillers départementaux de ce canton depuis 2015.

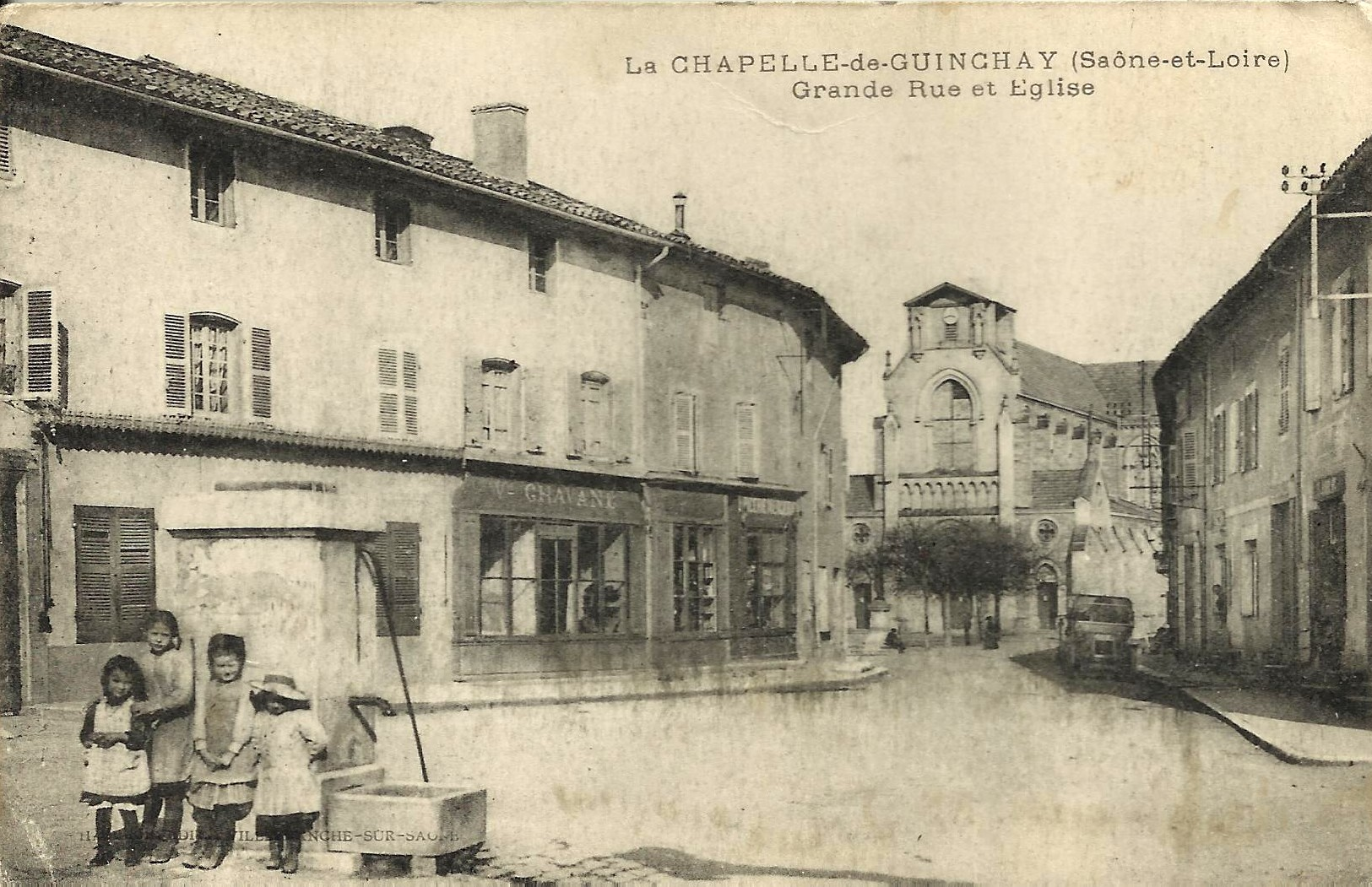
Vieilles cartes postales La Chapelle vers 1900.
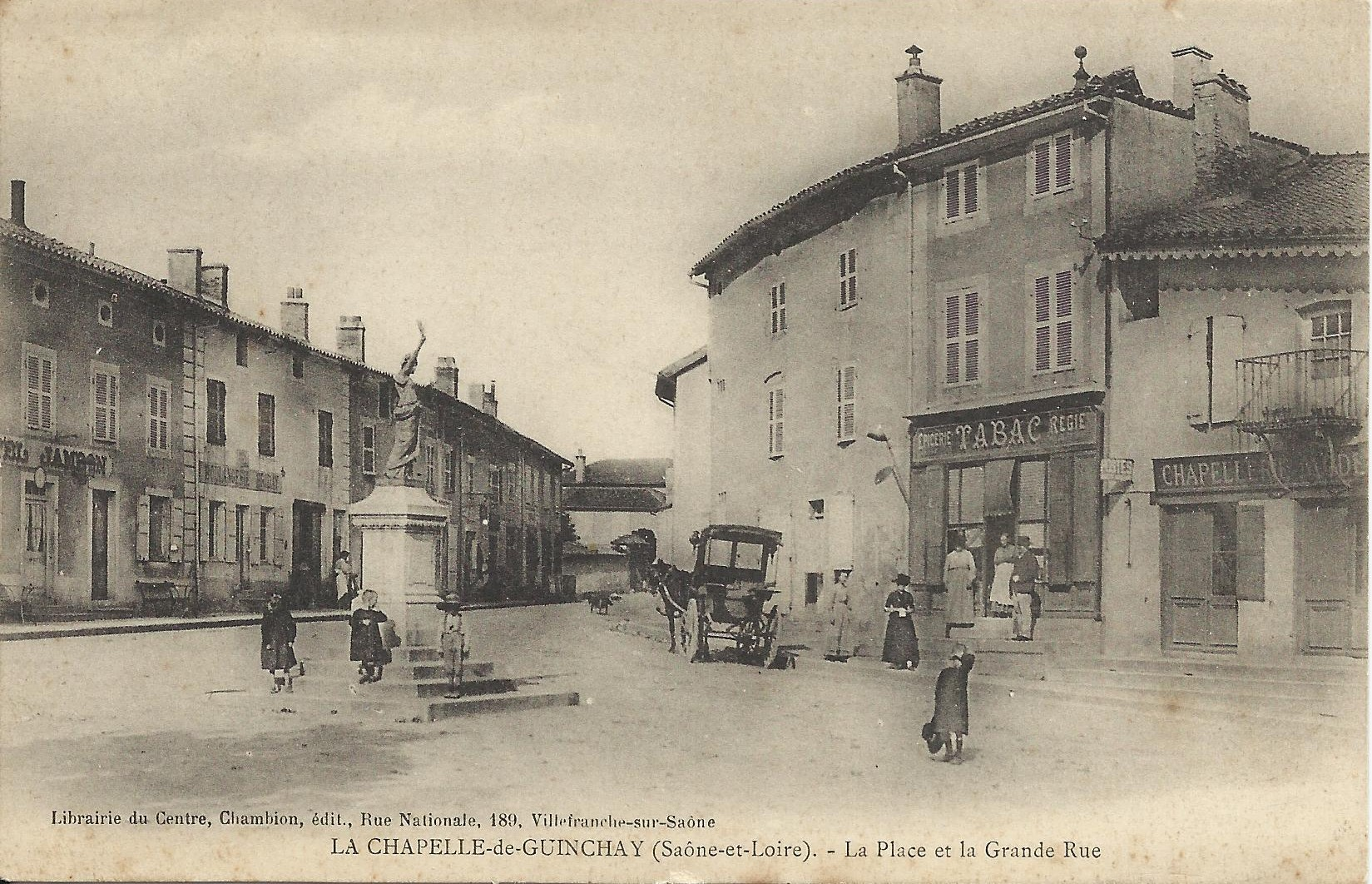
Vieilles cartes postales La Chapelle vers 1900.
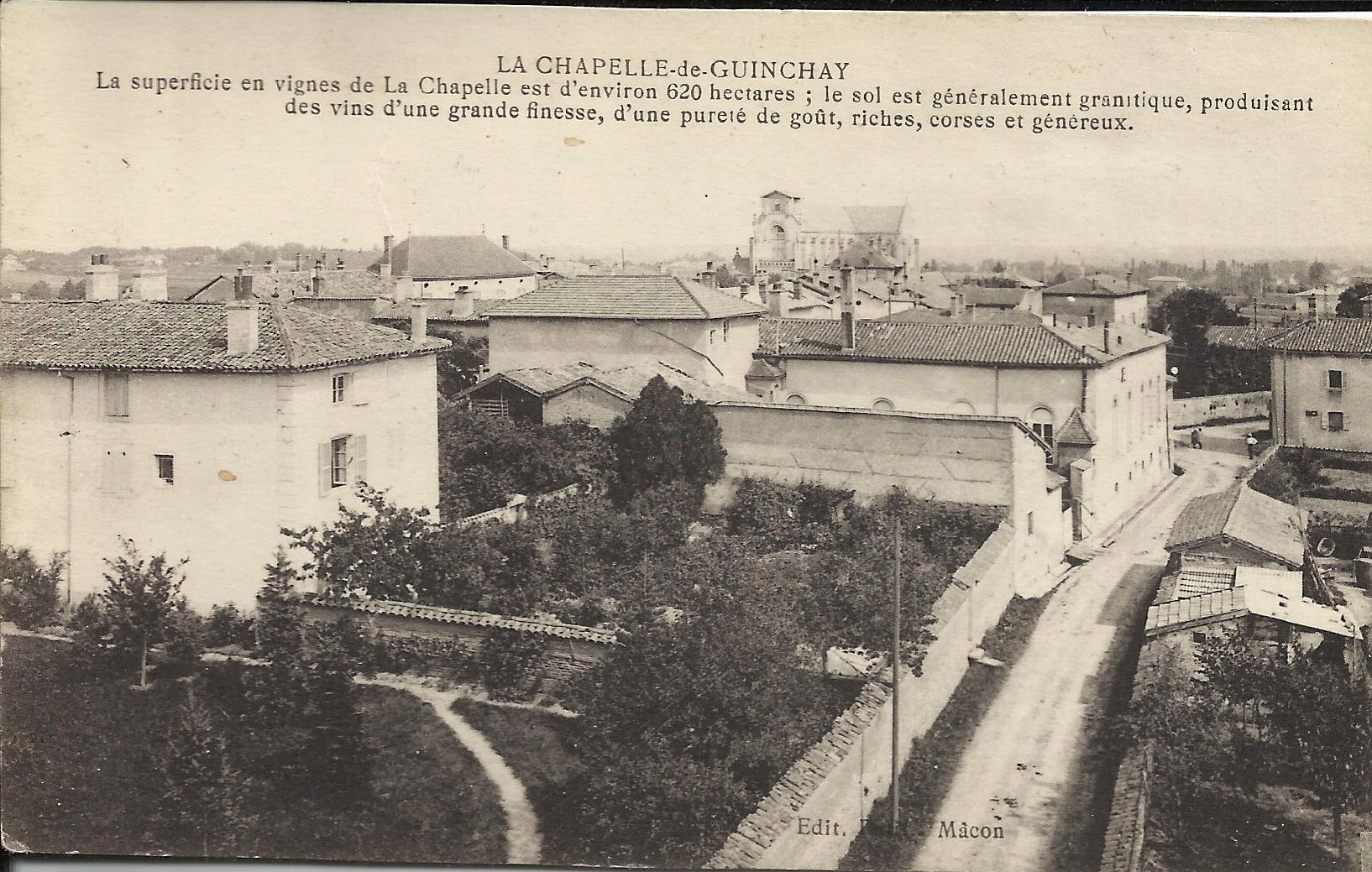
Vieilles cartes postales La Chapelle vers 1900.
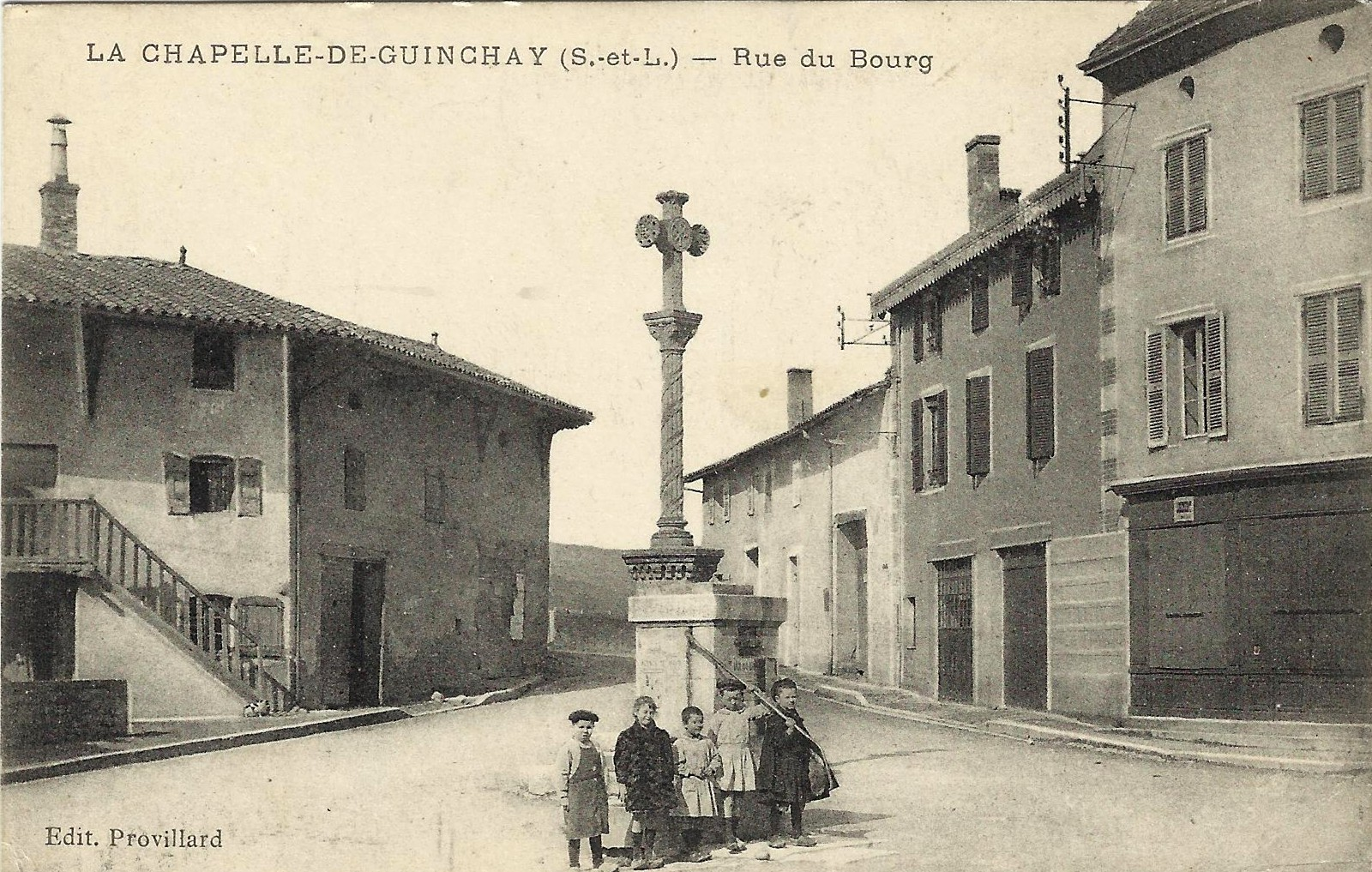
Vieilles cartes postales La Chapelle vers 1900.
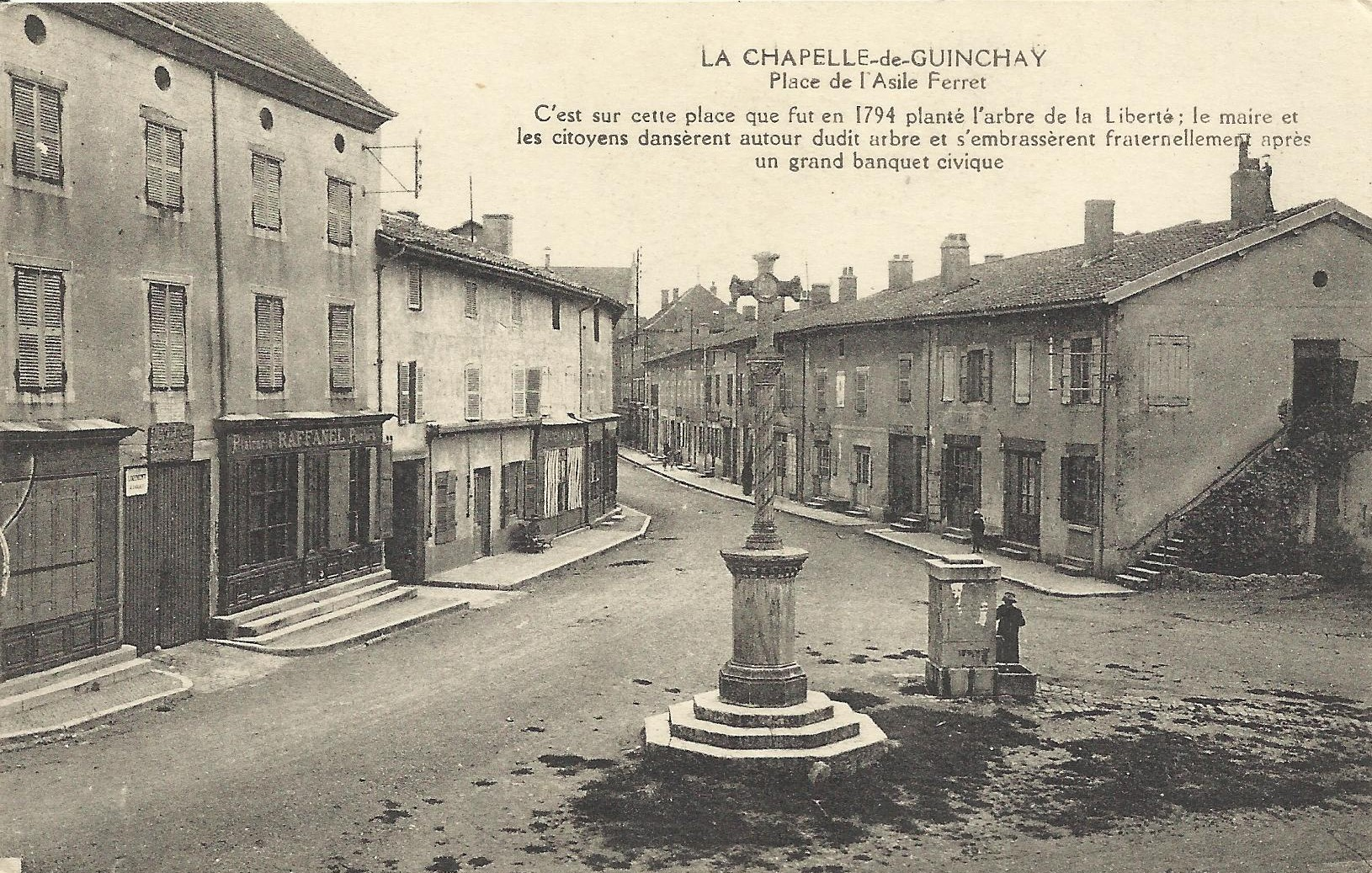
Vieilles cartes postales La Chapelle vers 1900.
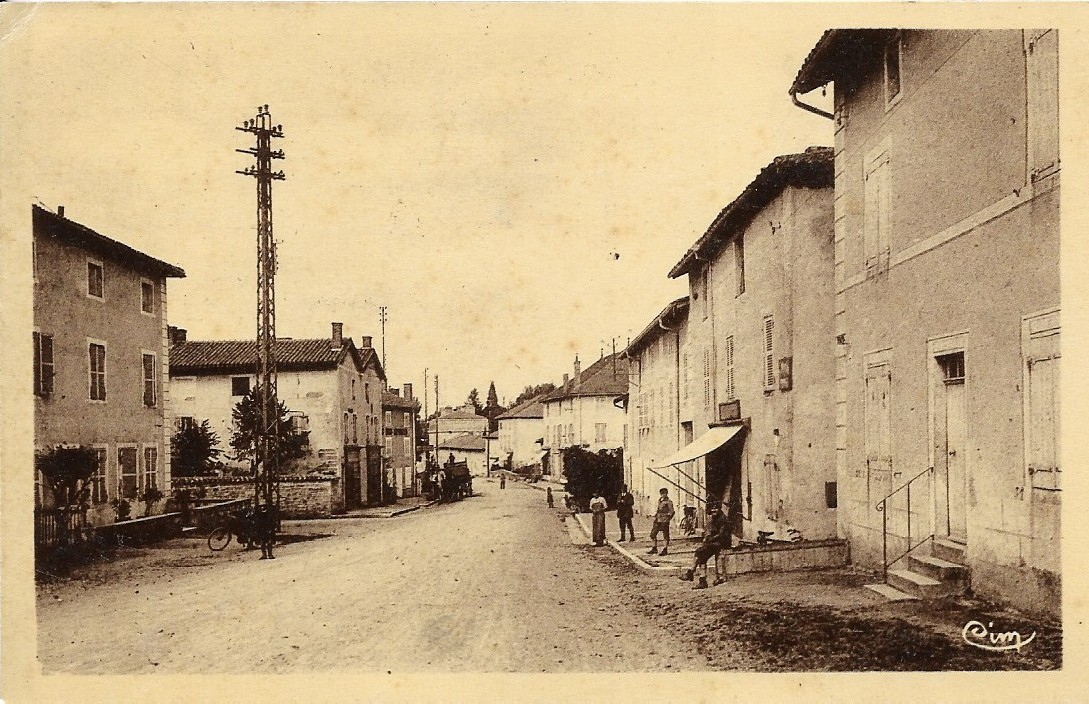
Pontanevaux nationale 6.

### Instances judiciaires et administratives
Dans le domaine judiciaire, la commune dépend aussi de la commune de Mâcon qui possède un tribunal d'instance et de grande instance, d'un tribunal de commerce et d'un conseil des prud'hommes. Pour le deuxième degré de juridiction, elle dépend de Lyon pour la cour d'appel et la Cour administrative d'appel.

## Population et société

### Démographie

#### Évolution démographique
L'évolution du nombre d'habitants est connue à travers les recensements de la population effectués dans la commune depuis 1793. Pour les communes de moins de 10 000 habitants, une enquête de recensement portant sur toute la population est réalisée tous les cinq ans, les populations de référence des années intermédiaires étant quant à elles estimées par interpolation ou extrapolation. Pour la commune, le premier recensement exhaustif entrant dans le cadre du nouveau dispositif a été réalisé en 2006.

En 2022, la commune comptait 4 038 habitants, en évolution de −1,66 % par rapport à 2016 (Saône-et-Loire : −1,06 %, France hors Mayotte : +2,11 %).
| 1793  | 1800  | 1806  | 1821  | 1831  | 1836  | 1841  | 1846  | 1851  |
| ----- | ----- | ----- | ----- | ----- | ----- | ----- | ----- | ----- |
| 1 362 | 1 376 | 1 482 | 1 478 | 1 487 | 1 930 | 1 906 | 1 958 | 2 060 |

| 1856  | 1861  | 1866  | 1872  | 1876  | 1881  | 1886  | 1891  | 1896  |
| ----- | ----- | ----- | ----- | ----- | ----- | ----- | ----- | ----- |
| 1 952 | 2 054 | 2 204 | 2 136 | 2 134 | 1 951 | 1 931 | 1 839 | 1 940 |

| 1901  | 1906  | 1911  | 1921  | 1926  | 1931  | 1936  | 1946  | 1954  |
| ----- | ----- | ----- | ----- | ----- | ----- | ----- | ----- | ----- |
| 1 982 | 2 064 | 1 982 | 1 712 | 1 668 | 1 630 | 1 608 | 1 516 | 1 644 |

| 1962  | 1968  | 1975  | 1982  | 1990  | 1999  | 2006  | 2011  | 2016  |
| ----- | ----- | ----- | ----- | ----- | ----- | ----- | ----- | ----- |
| 1 760 | 2 009 | 2 135 | 2 213 | 2 233 | 2 595 | 3 336 | 3 829 | 4 106 |

| 2021  | 2022  | - | - | - | - | - | - | - |
| ----- | ----- | - | - | - | - | - | - | - |
| 4 082 | 4 038 | - | - | - | - | - | - | - |

### Enseignement
Il y a une école maternelle, une école élémentaire et un collège.

### Santé
Il y a deux médecins généralistes, un médecin généraliste à orientation homéopathie, trois kinésithérapeutes, une infirmière, deux dentistes, une pharmacie. L'hôpital le plus proche se situe à Mâcon.

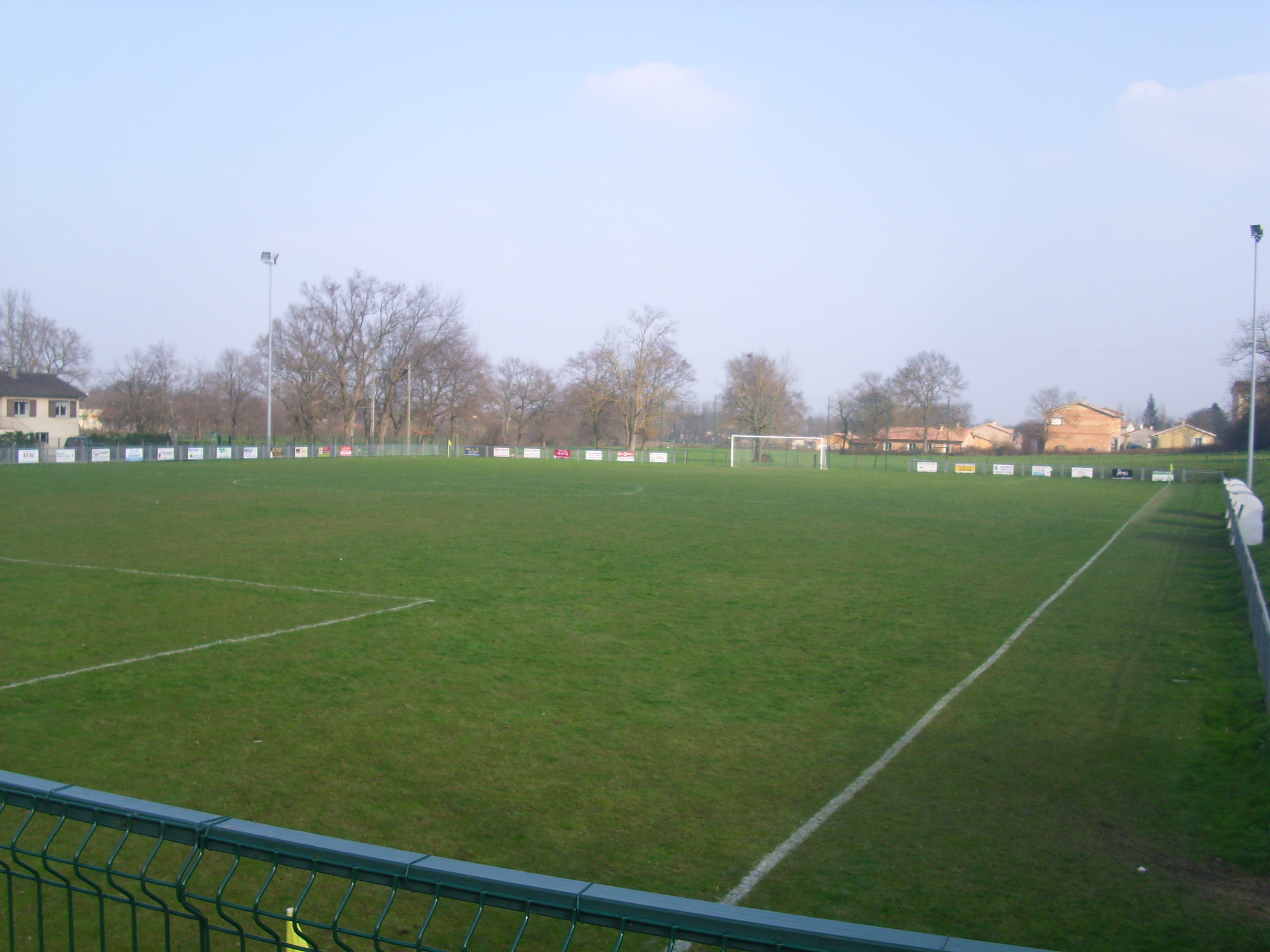
Stade de La Chapelle-de-Guinchay.

### Sports
Un club de football nommé l'Association Sportive Chapelloise de Football avec 3 équipes seniors.
Un club de tennis nommé La Chapelle de Guinchay Tennis Club avec 4 équipes seniors (3 masculines et 1 féminine).
Un club de basketball avec deux équipes seniors et de nombreuses équipes de jeunes.
Un club de course à pied (Route et Trail) nommé le CRU chapellois (Club RUnning chapellois) avec plus de 140 adhérents qui effectuent 2 sorties hebdomadaires. Le club organise également chaque année une course sportive (Trail) au départ du village : la 1re édition du Tour Des Crus aura lieu le 1er octobre 2017.

### Cultes
La Chapelle-de-Guinchay appartient à l'une des sept paroisses composant le doyenné de Mâcon (doyenné relevant du diocèse d'Autun) : la paroisse Notre-Dame-des-Vignes en Sud-Mâconnais, paroisse qui a son siège à La Chapelle-de-Guinchay (presbytère au no 97 de la rue Jules-Chauvet) et qui regroupe quatorze villages du Mâconnais. Culte catholique dans l'église de la commune, placée sous le vocable de Notre-Dame-du-Mont-Carmel, ou dans la chapelle du Bocage.

### Écologie et recyclage
La collecte des déchets est gérée par la communauté de communes du Mâconnais Beaujolais. Il y a deux  déchetteries sur le territoire de la communauté de communes, l'une à Vinzelles, l'autre à Romanèche-Thorins.

## Économie
La viticulture est importante. Il y a quelques commerces avec notamment un bourg très actif. la commune étant principalement péri-urbaine, et faisant partie de l'aire urbaine de Mâcon, l'activité commerciale de grande distribution y est représentée par une seule moyenne surface.
De grandes maisons de vins sont situées sur la commune qui accueille également des entreprises artisanales de tailles variées.

### Vignoble
Ce village est inclus dans le vignoble du Beaujolais et rentre dans les aires de production du chénas du beaujolais-villages et du beaujolais. Il y a de nombreux viticulteurs dans la commune. Néanmoins, d'un point de vue administratif et légal, La Chapelle-de-Guinchay est une commune viticole faisant partie aussi du vignoble de Bourgogne et peut à ce titre produire les vins : AOC bourgogne aligoté, AOC bourgogne, AOC bourgogne passe-tout-grains, AOC coteaux bourguignons, AOC bourgogne mousseux, AOC crémant de Bourgogne, AOC Mâcon et IGP Saône-et-Loire.

## Culture locale et patrimoine

### Lieux et monuments

#### Monuments religieux
- Église du XIXe siècle[35] : première chapelle élevée en 907. Devenue trop petite, elle est remplacée en 1672 par une plus vaste en conservant le chœur, l'abside et le clocher d'origine qui seront détruits au XIXe siècle. Construite à partir de 1873 jusqu’en 1878 sur les plans de M. Berthier architecte. Elle ne sera achevée qu'en 1927 par la construction du clocher.

Elle est placée sous le vocable de Notre-Dame du Mont-Carmel.

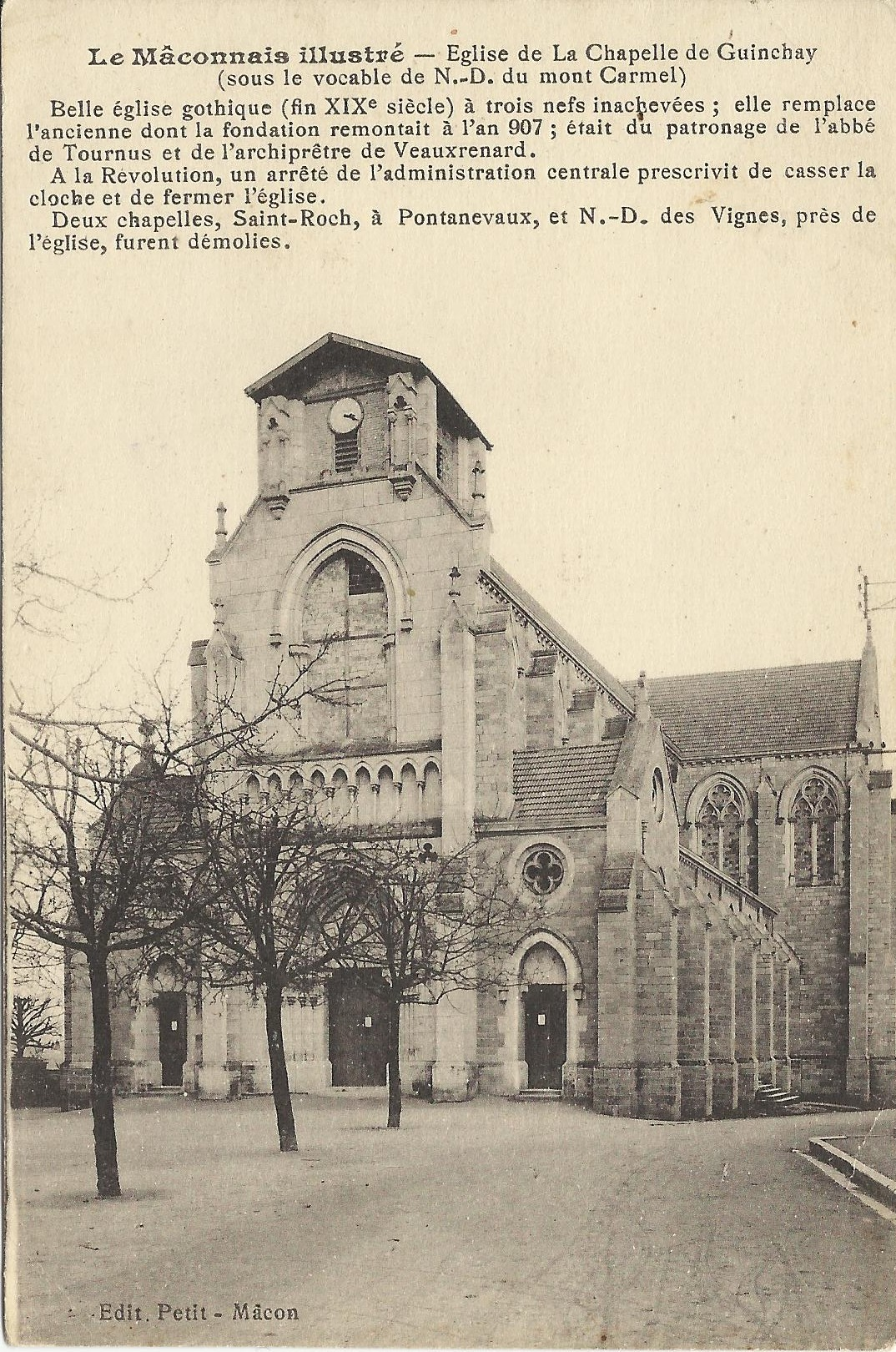
L'église au début du XXe siècle.
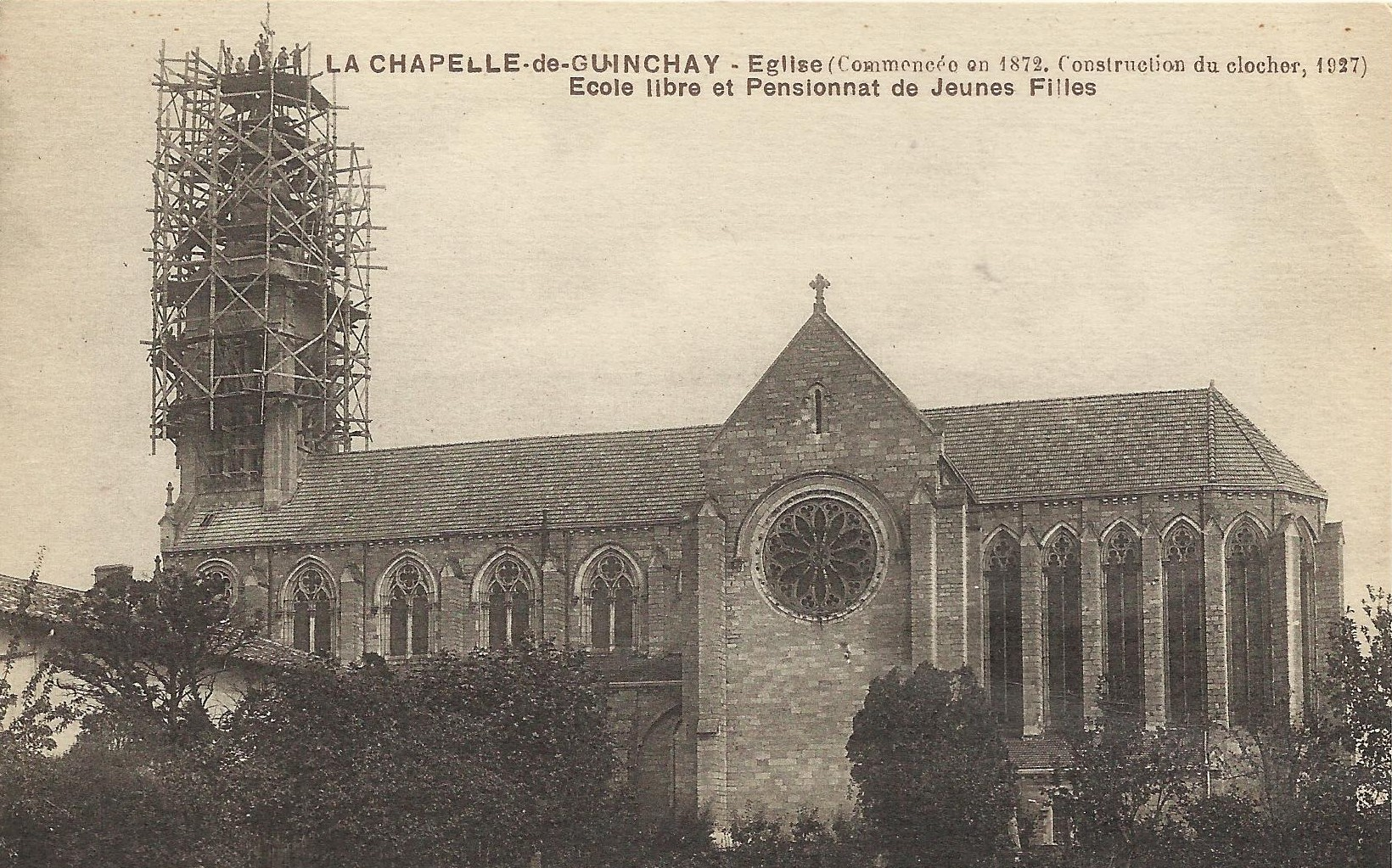
Construction du clocher.
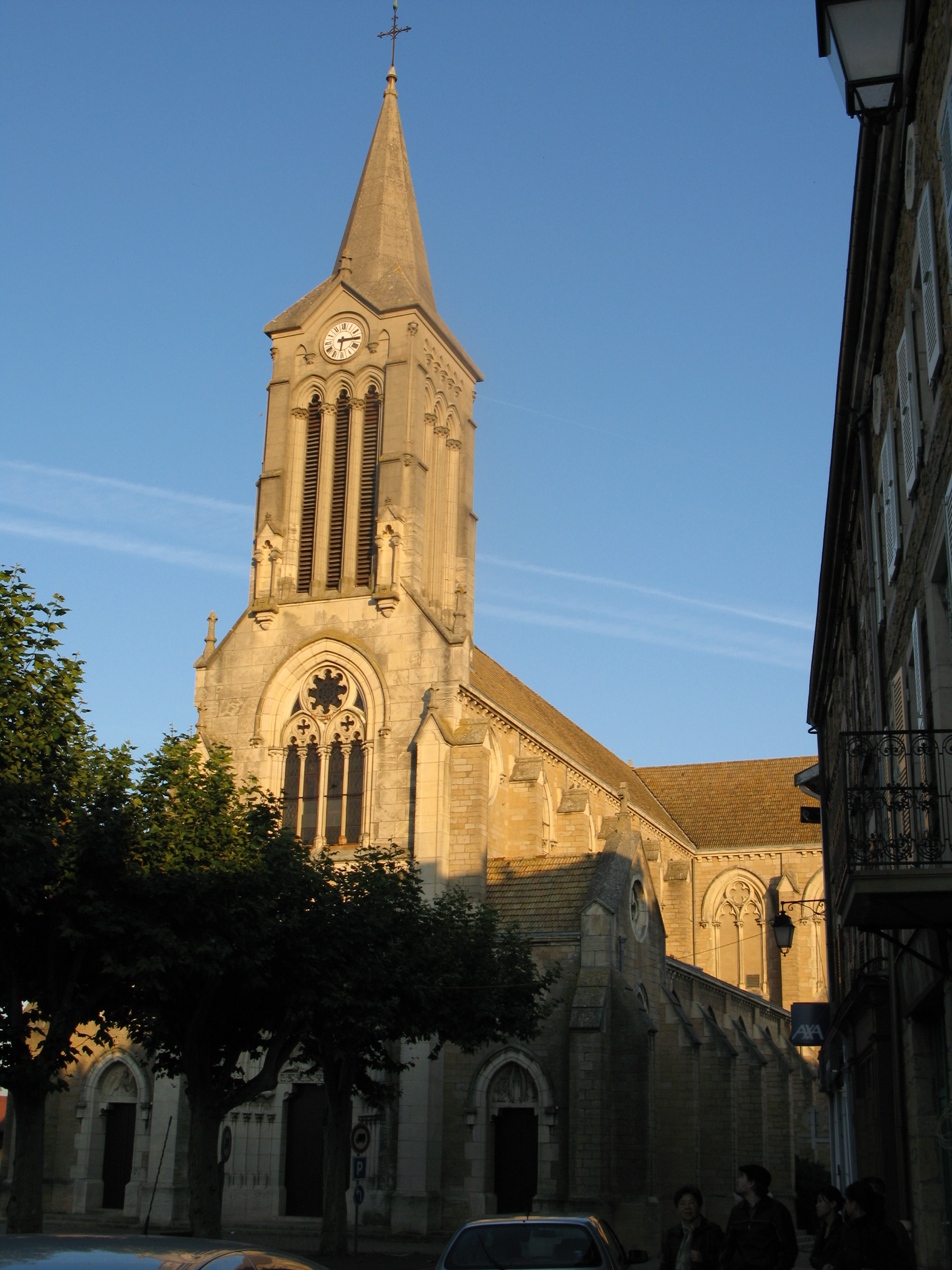
L’église.
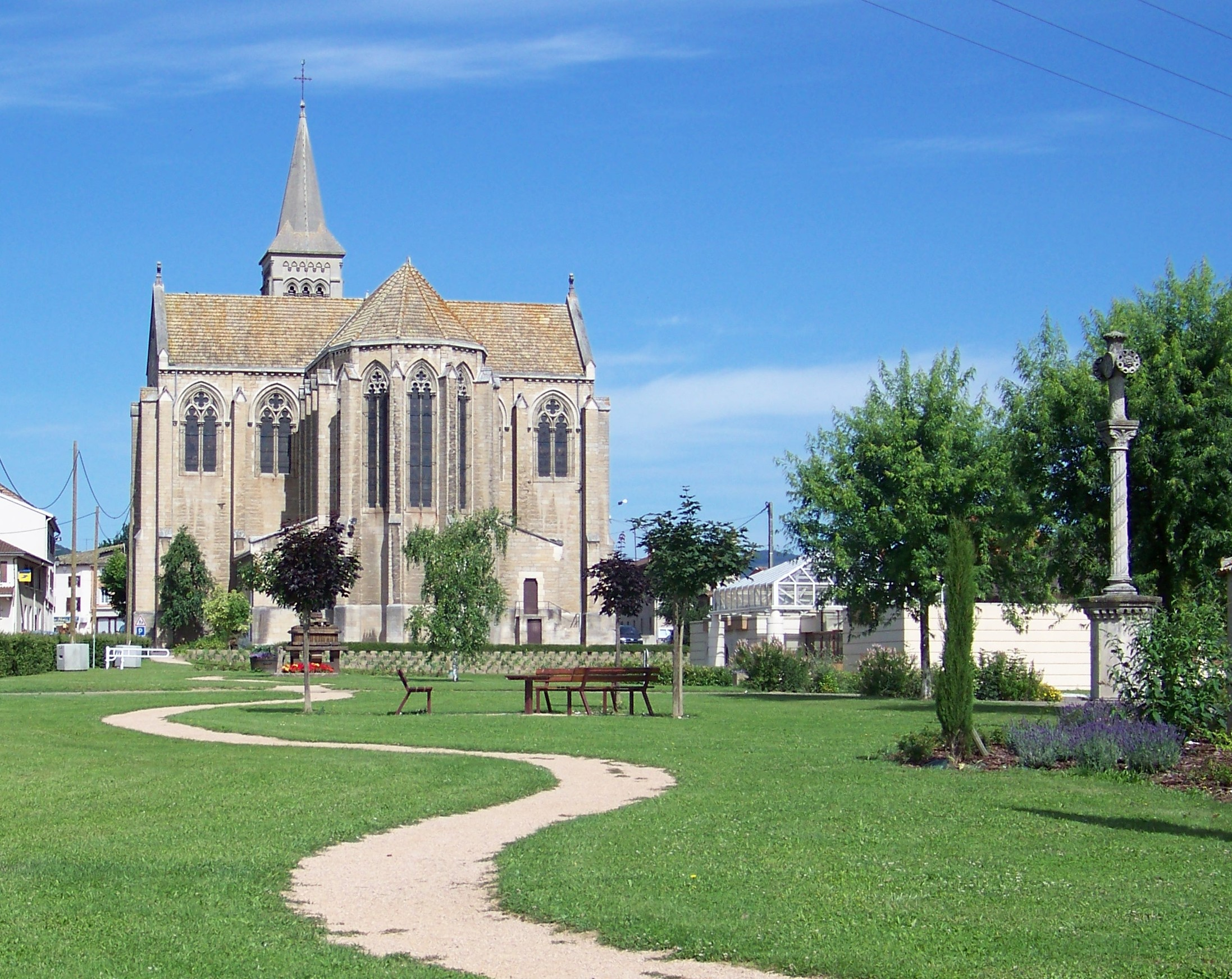
Chevet de l’église.

#### Monuments civils
- L'hôtel de ville (construit au milieu du XIXe siècle pour abriter à l'origine, outre l'administration municipale, l'école et le prétoire de la justice de paix)[36],[37].
- Le château de Beauchamp, seigneurie et forteresse ayant appartenu à la famille de Lugny, bâtie ou rebâtie par Nicolas Rolin et qui ira par héritage à son fils Guillaume Rollin  (cependant, le nom de Rolin ne figure pas dans l’ouvrage de F. Ferraud, op.cité) reviendra a ses propriétaires légitimes à la fin du XVe siècle.
- Le château de Loize.
- Le château des Nuguets.
- Le château de Belleverne.
- Le château Bonnet.
- Le château des Broyers.

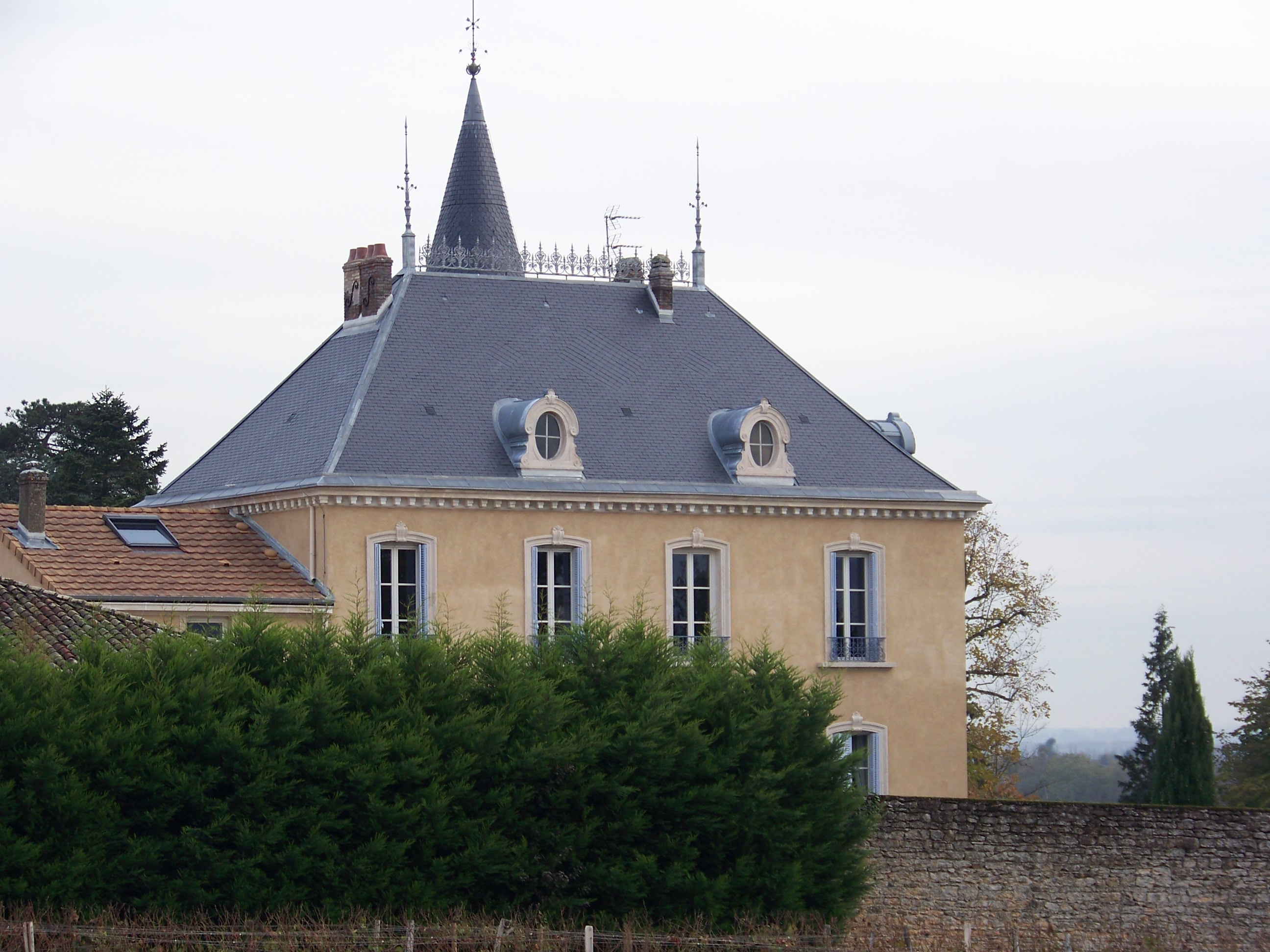
Château de Belleverne.
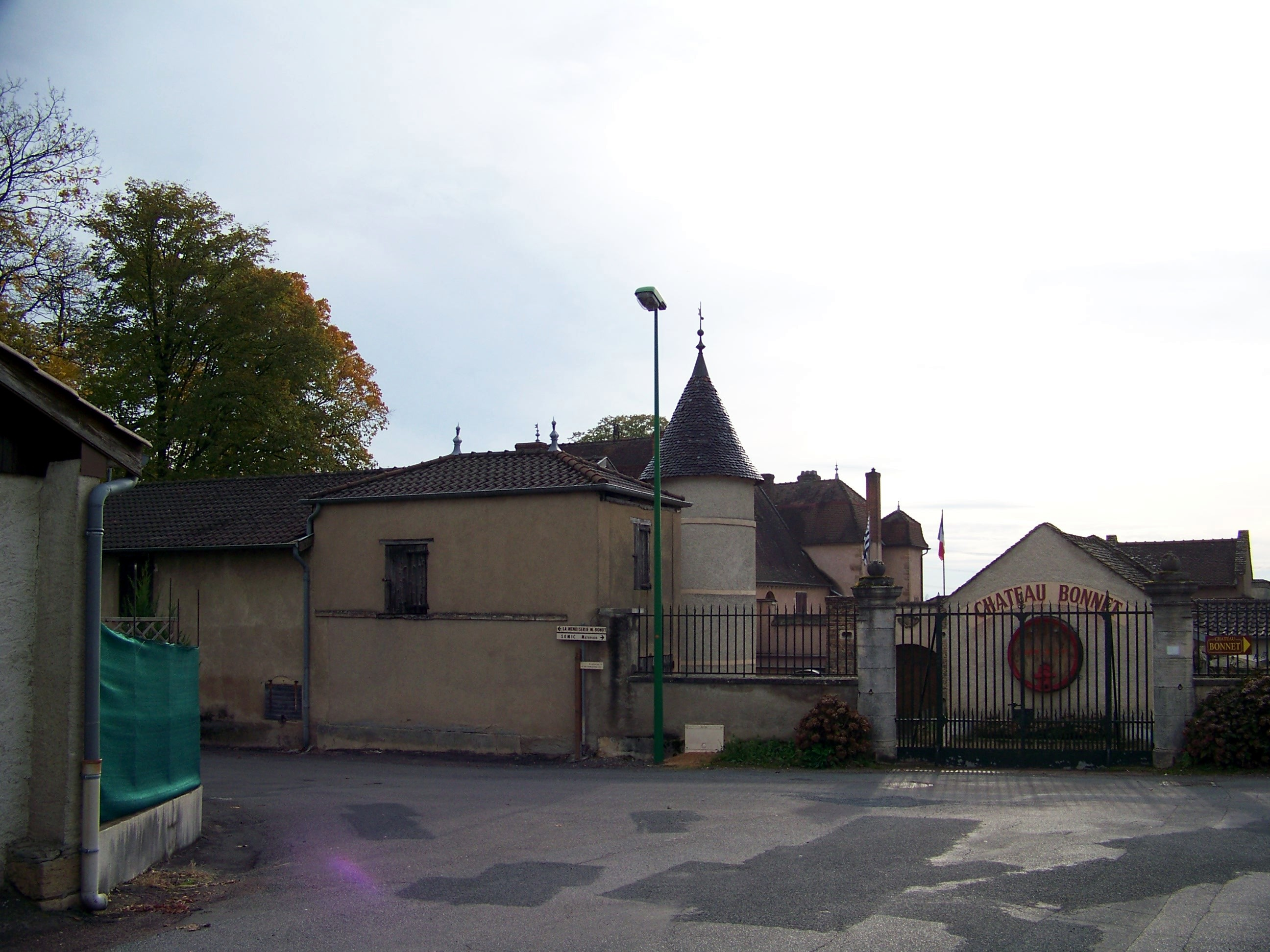
Château Bonnet.

### Patrimoine local
La vie associative est riche car on dénombre près de 40 associations dans la commune.

## Personnalités liées à la commune
- Adolphe Maujan, (1853 à Pontanevaux, hameau de la commune de La Chapelle-de-Guinchay - 1914), homme politique.
- Jules Chauvet (1907-1989) ;
- Michel Gillibert (1945-2004) : Secrétaire d'Etat aux Personnes handicapées (1988-1993), né à La Chapelle-de-Guinchay.

## Pour approfondir